# Charlotte de Bourbon-Parme
Charlotte Marie Ferdinande Thérèse Anne Josèphe Jeanne Louise Vincente Rosalie de Bourbon, princesse de Parme, infante d'Espagne (née le 1er septembre 1777 à Parme et morte le 5 avril 1813   à Rome) est une princesse puis religieuse italienne.

## Biographie

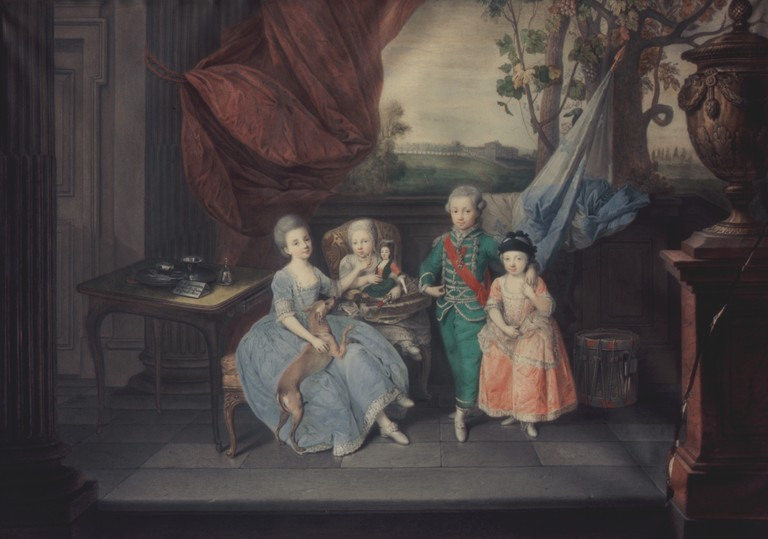
Les princes de Parme vers 1780.

Fille du duc Ferdinand Ier de Parme et de Marie-Amélie de Habsbourg-Lorraine, archiduchesse d'Autriche, princesse de Bohême et de Hongrie, la princesse Charlotte de Bourbon-Parme est un membre de la Maison de Bourbon dont le chef est le roi Louis XVI de France.
Elle est entre autres la petite-fille de l'impératrice Marie-Thérèse, reine de Bohême et de Hongrie, veuve de l'empereur François Ier du Saint-Empire, la nièce du roi Charles III d'Espagne et de la reine de France Marie-Antoinette.
La princesse est la quatrième des sept enfants du couple ducal, mais ses trois cadets mourront au berceau et elle restera la benjamine de la fratrie.

## Guerres et révolution
Elle est une enfant de 12 ans lorsqu'éclate la Révolution française et c'est peu après le mariage de sa sœur aînée Caroline de Bourbon-Parme avec le prince Maximilien de Saxe, un cousin du roi de France, au printemps 1792, que la France déclare la guerre à l'Europe, guerre qui durera un quart de siècle.
Quelques mois plus tard, le roi de France est déchu, la famille royale incarcérée. Le roi, la reine et la sœur du roi périront sur l'échafaud après des procès iniques.
En 1795, le prince Louis de Parme, frère de Charlotte et héritier du trône parmesan, épouse en Espagne une de ses nombreuses cousines, Marie-Louise d'Espagne.
C'est alors que la République française envahit l'Italie, obligeant les princes régnants à s'enfuir. Le prince héritier et sa jeune épouse sont contraints de rester en Espagne tandis que le duc régnant, son épouse et ses filles se réfugient à Vienne auprès de leur neveu, l'empereur François II.
Le duc de Parme, ayant très vite signé un traité de paix avec la France, retrouve son duché, mais sous tutelle française. Le duché voisin avec les républiques sœurs de la république française : république cispadane et république transpadane (bientôt fusionnées en république cisalpine) créées de toutes pièces à partir du Milanais autrichien, du duché de Modène et d'une partie des États pontificaux par le général Bonaparte et sous administration française.
La jeune princesse a tout loisir de méditer sur les grandeurs humaines.

## La paix du cloître et les vicissitudes de la Maison ducale

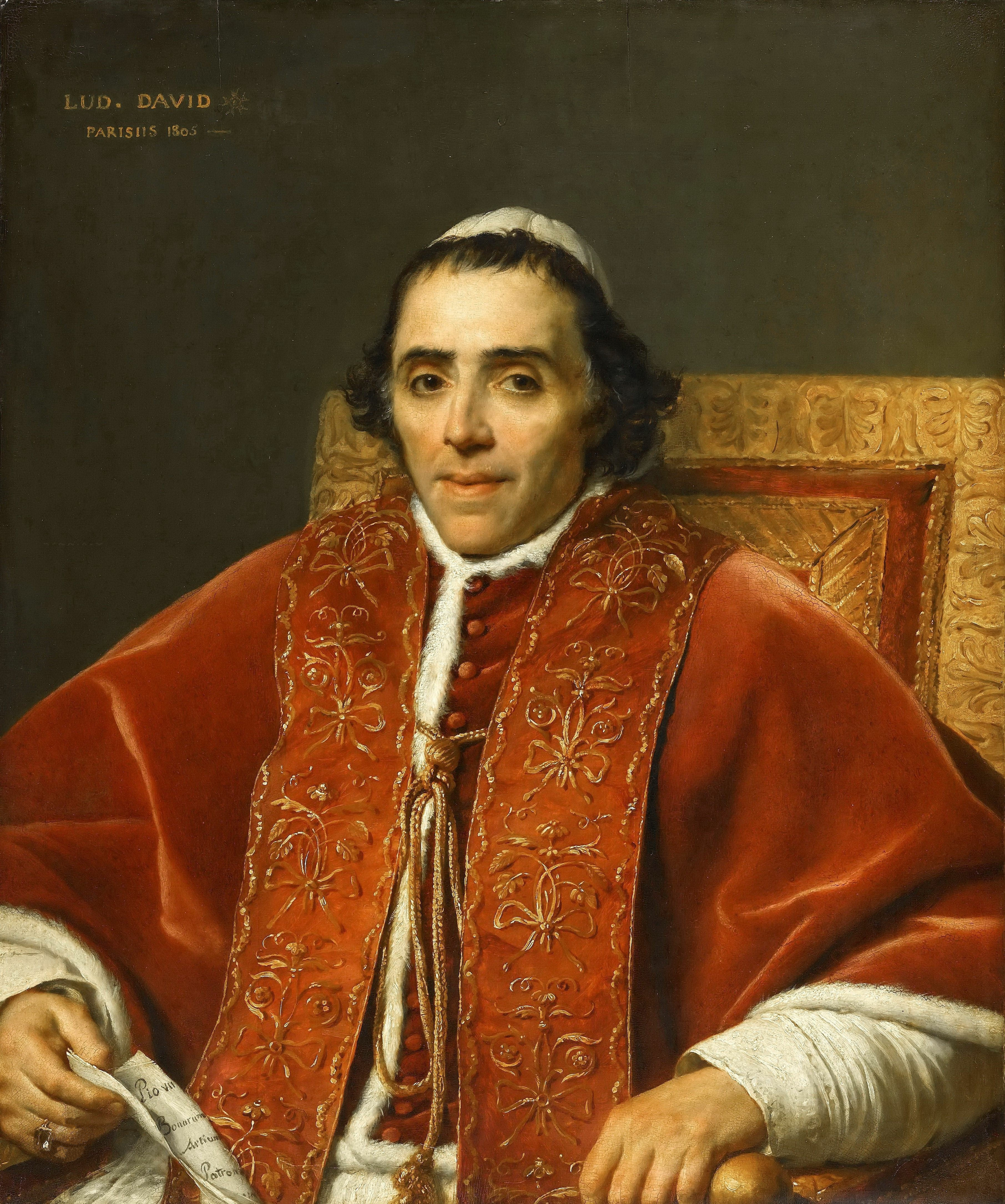
Le pape Pie VII, protecteur des catholiques persécutés et persécuté lui-même.

L'année suivante, âgée de 20 ans, Charlotte entre dans les ordres et sous le nom de Sœur Hyacinthe (Giacinta), elle commence son noviciat au couvent des dominicaines de Parme, mais sa naissance illustre lui permet bientôt de fonder le couvent de Colorno dont elle devient prieure.
Pendant ce temps, l'Europe est transformée par le général Bonaparte qui a pris le pouvoir en France. Par le Traité d'Aranjuez (1801) le duc Ferdinand est contraint de renoncer à sa couronne et à son duché. En compensation, la France crée de toutes pièces à partir de la Toscane le royaume d'Étrurie qu'elle donne à Louis, le frère de Charlotte.
En octobre 1802, son père meurt, peut-être empoisonné par des agents français.
La France annexe le duché de Parme, et Louis et son épouse sont invités à Paris par le premier consul Bonaparte. Mais il s'agit moins pour le futur empereur d'une visite amicale que d'une occasion supplémentaire d'humilier la Maison de Bourbon et d'affermir sa popularité et ses ambitions impériales. Louis meurt l'année suivante à l'âge de 30 ans, laissant un héritier de 4 ans et la régence à son épouse. En 1807, lorsque la France annexe son royaume, la reine d'Étrurie se réfugie auprès de ses parents en Espagne et les suit dans leur exil français lorsqu'ils seront à leur tour déchus par Bonaparte devenu empereur.
Quant à Charlotte, fuyant en 1805 avec ses religieuses devant la soldatesque française, elle se réfugie à Rome sous la protection du pape Pie VII au couvent saints-Dominique-et-Sixte.
Elle est donc à même de prier pour le pape qui, en 1809, est emmené de force à Savone, puis en France, à Fontainebleau. Il sera pendant cinq ans prisonnier d'État de l'« ogre corse », qui annexe de fait les États pontificaux.
Le pape et sa famille prisonniers en France, la princesse Charlotte de Bourbon-Parme, en religion Mère Giacinta, ne verra pas leur libération pour laquelle elle a certainement prié. Elle meurt à Rome, devenue ville française, le 15 avril 1813, à l'âge de 35 ans.